# Warcraft
WarCraft: Orcs & Humans е компютърна игра, стратегия в реално време, разработена и издадена от Blizzard Entertainment през 1994. Warcraft е разработена за операционна система DOS с версии за Windows и Macintosh.
Действието в играта развива в световете Азерот(Azeroth) и Аутланд(Outland).
Нордрасил се нарича Световното дърво на нощните елфи. То е може би най-голямото дърво в цялата история на Warcraft и е създадено с цел да пази елфите. Създателите на Нордрасил са трима (Алекстраза, сестра ѝ Изера и Ноздорму) от петте Аспекта – най-могъщите дракони. Всеки един от тях дарява нещо на нощните елфи с цел те „да поведат Калимдор към едно безопасно и стабилно бъдеще“.

## История
Кръвожадни орки – същества от друга вселена – създават портал (с помощта на Медив, който по това време е обладан от демонични сили или по-точно от Саргерас – господаря на Пламтящия Легион), през който нахлуват в голямото и мирно човешко царство Азерот. Играчът може да играе и от двете страни на конфликта – с орките или с хората – като двете раси се различават основно по заклинанията и магиите на магьосниците. Като цяло действието се развива малко преди и през Второто нашествие на Пламтящия Легион.

## Бъдеще на поредицата и франчайза
След като през 23 ноември 2004 г. Blizzard Entertainment пуснаха MMORPG, базирано на WarCraft – World of Warcraft, те решиха да продължат да развиват поредицата в тази насока и WarCraft си остана на заден план. След като пуснаха StarCraft 2 (продължение на другата стратегия в реално време на Blizzard Ent. – StarCtaft) не се очертава светло бъдеще.